# X-enhet
X-enhet (XE), ibland också siegbahn, är en avståndsenhet. Den används för mycket små avstånd till exempel för mätning av våglängden hos gamma- och röntgenstrålar. X-enhet infördes 1925 av Manne Siegbahn och är ungefär 1,0021 · 10−13 meter. Runt 1965 började X-enhet ersättas av Ångström som är 0,1 nm.